# Бенджамин Люис Бонвил
Бенджамин Люис (Луи) Бонвил (на английски: Benjamin Louis Bonneville) е американски офицер от френски произход, трапер, изследовател на Американския Запад. Известен е със своите експедиции в Орегон и района на Големия басейн.

## Произход и кариера (1796 – 1831)
Роден е на 14 април 1796 година близо да Париж, Франция, в семейството на френския издател Николас Бонвил и съпругата му Маргарет Бразиер. През 1803, на 7-годишна възраст, семейството му се премества в САЩ. През 1813 постъпва във Военната академия на САЩ в Уест Пойнт, щата Ню Йорк. Завършва я след две години с чин поручик от леката кавалерия. В началото работи в североизточните щати (Нова Англия), щата Мисисипи и Форт Смит, Арканзас. През 1824 е прехвърлен във Форт Гибсън, Индиана и повишен в звание капитан. След това известно време пребивава във Франция, а през 1828 е командирован в Джеферсън, щата Мисури.

## Експедиционна дейност (1831 – 1835)
В края на 1831 г., Бенджамин Бонвил е назначен за ръководител на военна експедиция, целта на която е опознаването и завладяването на западните територии, които формално са присъединени към САЩ, но все още са неизследвани и картирани. В специалните инструкции, дадени му преди отпътуването, е наблегнато на събирането на данни за наличието на животни с ценни кожи, за климата, почвите, географията, топографията, полезните изкопаеми и характера и бита на местните индианци. Въпреки специалните правителствени инструкции експедицията е изцяло финансирана от дарители.
През май 1832 г., начело на 110 души, Бонвил тръгва от Сейнт Луис, изкачва се по Мисури до Форт Осейдж, а след това по река Плат достига да днешния щат Уайоминг. Изследва и картира горното течение на река Йелоустоун и бъдещия национален парк Йелоустоун известен със своите над 3000 гейзери, кални вулкани, каньони, водопади и вкаменени дървета.
След зимуване в района на Йелоустоун, през пролетта на 1833, след като изследва река Снейк, Бонвил разделя експедицията на два отряда като единия ръководи самия той, а другия е поверен на Джоузеф Ръдърфорд Уокър, който извършва значителни открития в днешните щати Юта и Невада.
През лятото на 1833 г., Бонвил продължава да изследва и опознава Уайоминг и басейна на Снейк в Айдахо, презимува в новопостроения Форт Бонвил и през януари 1834 продължава на запад към Орегон, като навлиза в басейна на река Колумбия. През цялото си пътуване поддържа много добри търговски отношения с тамошните индианци – шошони. На 4 март 1834 достига до притока на Колумбия река Уала Уала, където е спрян от търговците на конкурентната компания за кожи от Хъдсъновия залив, които не му позволяват да продължи по-нататък. През юли прави нов опит да продължи на запад, но отново не е допуснат, което го принуждава да извърши ново зимуване и през април 1835 тръгва да се прибира обратно без да е постигнал главните цели на експедицията – достигането на Орегон и Тихия океан и установяване на търговски връзки с тамошните индиански племена.

## Военна кариера (1836 – 1878)
След завръщането си от експедицията в началото на 1836, Бонвил продължава военната си служба като служи във фортовете по тогавашната западна граница на САЩ в Небраска – Форт Кърни и Ню Мексико – Форт Филмор, където става командир на трети пехотен полк през февруари 1855. Участва и в Мексиканско-американската война (1846 – 1848).
През 1861 се оттегля от активна военна служба, но по време на Гражданската война (1861 – 1865) отново е призован в армията и става бригаден генерал.
През 1866 се пенсионира за втори път и сепремества във Форт Смит, Арканзас, където умира на 12 юни 1878 година на 82-годишна възраст

## Памет
Неговото име носят:
- окръг Бонвил, Айдахо, САЩ;
- гимназия в Айдахо Фолс, Айдахо, САЩ;
- гимназия във Вашингтон Терас, Юта, САЩ.;
- основно училище в Солт Лейк Сити, Юта, САЩ;
- Pontiac Bonneville – автомобил, произвеждан от General Motors от 1957 до 2005 г.;
- кратер на Марс.